# Station Ryde Esplanade
Ryde Esplanade is een spoorwegstation van National Rail in Isle of Wight in Engeland. Het station is eigendom van Network Rail en wordt beheerd door South West Trains (Island Line). 

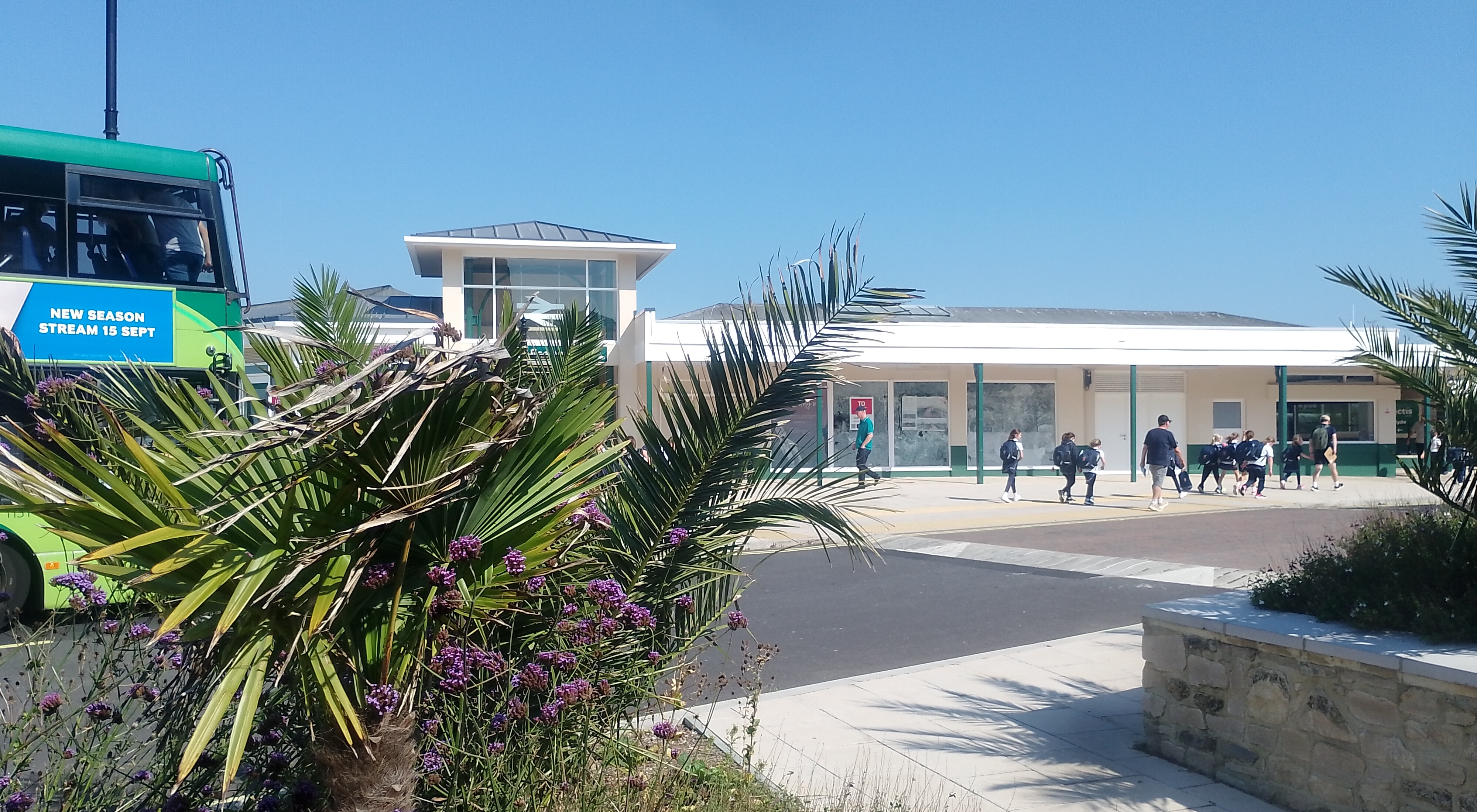
Stationsgebouw, 2024
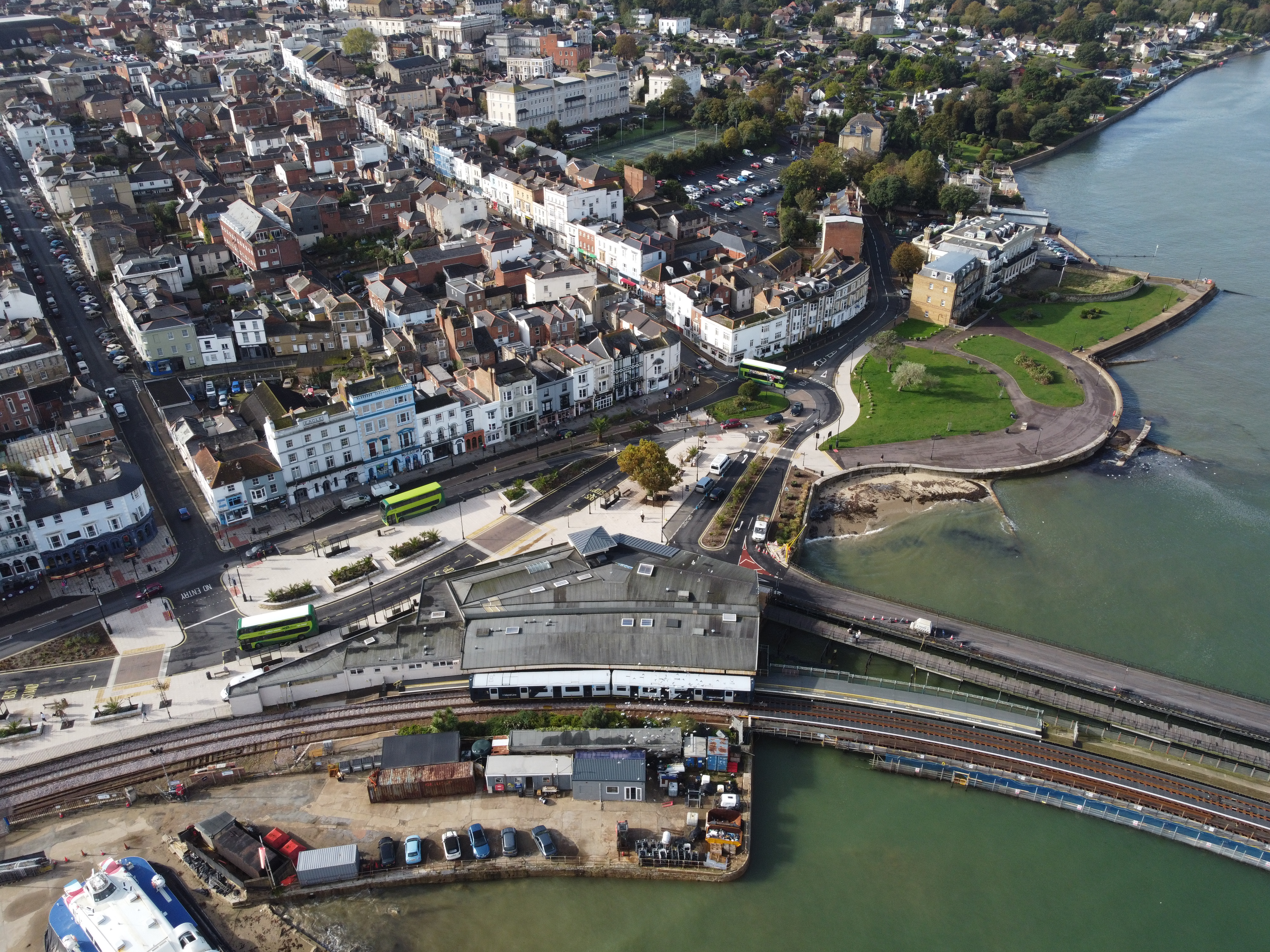
Overzicht, linksonder hoverport, 2024